# Resultate der Ständeratswahlen (2011–2015)
Dieser Artikel enthält die Resultate aller für die Zusammensetzung des schweizerischen Ständerats während der 49. Legislaturperiode (Oktober 2011–Oktober 2015) massgeblichen Wahlen. Dies umfasst die zusammen mit den Nationalratswahlen vom 23. Oktober durchgeführten ordentlichen Wahlen, die Ersatzwahlen für während der Amtszeit zurückgetretene oder verstorbene Ratsmitglieder sowie die ordentlichen Erneuerungswahlen im Kanton Appenzell Innerrhoden vom 5. Mai 2011, an dem der Appenzeller Ständerat für die Zeit von 2011 bis 2015 gewählt wurde.

## Wahlsystem
Ausführlicher hierzu: Ständerat – Wahlverfahren
Die schweizerische Bundesverfassung legt im Artikel 150 fest, dass die Wahl und Amtsdauer der Ständeräte in die Zuständigkeit der Kantone fällt.
Es gibt allerdings eine gewisse Vereinheitlichung. In allen Kantonen wird der Ständerat direkt durch das Volk gewählt: im Kanton Appenzell Innerrhoden an der Landsgemeinde, in allen anderen Kantonen an der Urne. Die Ständerate des Kantons Jura sowie (2011 erstmals) des Kantons Neuenburg werden im Proporzverfahren (Verhältniswahlrecht) gewählt, in allen anderen Kantonen galt in der 49. Legislatur das Majorzverfahren (Mehrheitswahlrecht). Dabei gilt üblicherweise ein System mit zwei Wahlgängen: Im ersten Wahlgang muss ein Kandidat, um gewählt zu werden, das (unterschiedlich berechnete) absolute Mehr erreichen. Im zweiten Wahlgang genügt das relative Mehr: Gewählt ist, wer am meisten Stimmen erhalten hat.
In allen Kantonen ausser Appenzell Innerrhoden fanden die Ständeratswahlen für die 49. Legislaturperiode zusammen mit den Nationalratswahlen vom 23. Oktober 2011 statt. Für den Kanton Appenzell Innerrhoden werden auch die Ständeratswahlen vom 5. Mai 2011 angegeben. Dies deshalb, weil der dort Gewählte während der 49. Legislaturperiode im Ständerat sitzt.

## Kanton Aargau

### Ordentliche Wahl (23. Oktober 2011), 1. Wahlgang
Weil im 1. Wahlgang nur Pascale Bruderer das absolute Mehr von 89'905 Stimmen erreichte, musste ein 2. Wahlgang angesetzt werden.
|  | Kandidat                            | Partei      | Stimmen | %      | Ergebnis |
|  | ----------------------------------- | ----------- | ------- | ------ | -------- |
|  | Pascale Bruderer                    | SP          | 93'276  | 48,8 % | gewählt  |
|  | Christine Egerszegi-Obrist (bisher) | FDP         | 88'822  | 46,2 % |          |
|  | Ulrich Giezendanner                 | SVP         | 77'513  | 40,5 % |          |
|  | Geri Müller                         | Grüne       | 28'828  | 15,1 % |          |
|  | Kurt Schmid                         | CVP         | 20'055  | 10,5 % |          |
|  | Lieni Füglistaller                  | SVP 1       | 19'940  | 10,4 % |          |
|  | Peter Schuhmacher                   | GLP         | 10'120  | 5,3 %  |          |
|  | Roland Bialek                       | EVP         | 6'762   | 3,5 %  |          |
|  | Pius Lischer                        | parteilos   | 4'151   | 2,2 %  |          |
|  | Samuel Schmid                       | SLB         | 2'717   | 1,4 %  |          |
|  | René Bertschinger                   | Familiä     | 1'359   | 0,7 %  |          |
|  | Vereinzelte                         | Vereinzelte | 6'075   | 3,2 %  |          |

### Ordentliche Wahl, 2. Wahlgang (27. November 2011)
Weil im 1. Wahlgang nur Pascale Bruderer das absolute Mehr erreicht hatte, fand am 27. November ein 2. Wahlgang statt. Dabei galt das relative Mehr, dies bedeutet, gewählt war, wer die meisten Stimmen erreichte.
|  | Kandidat                            | Partei    | Stimmen | %      | Ergebnis |
|  | ----------------------------------- | --------- | ------- | ------ | -------- |
|  | Christine Egerszegi-Obrist (bisher) | FDP       | 91'973  | 59,6 % | gewählt  |
|  | Ulrich Giezendanner                 | SVP       | 57'135  | 37,0 % |          |
|  | René Bertschinger                   | Familiä   | 2'614   | 1,7 %  |          |
|  | Pius Lischer                        | parteilos | 2'523   | 1,6 %  |          |

## Kanton Appenzell Ausserrhoden(1 Sitz)

### Ordentliche Wahl (23. Oktober 2011)
Quelle: 
|  | Kandidat              | Partei      | Stimmen | %      | Ergebnis |
|  | --------------------- | ----------- | ------- | ------ | -------- |
|  | Hans Altherr (bisher) | FDP         | 14'672  | 91,2 % | gewählt  |
|  | Vereinzelte           | Vereinzelte | 1'414   | 8,8 %  |          |

## Kanton Appenzell Innerrhoden(1 Sitz)

### Ordentliche Wahl 2011 (1. Mai 2011)
An der Landsgemeinde vom 1. Mai 2011 wurde CVP-Ständerat Ivo Bischofberger wiedergewählt. Die SVP hatte Landammann Daniel Fässler (auch er CVP-Mitglied) vorgeschlagen. Dieser erklärte aber, er stehe nicht zur Verfügung.
Weil an der Landsgemeinde mit offenem Handmehr abgestimmt wird, können keine genauen Stimmenverhältnisse angegeben werden.
|  | Kandidat                   | Partei | Ergebnis |
|  | -------------------------- | ------ | -------- |
|  | Ivo Bischofberger (bisher) | CVP    | gewählt  |
|  | Daniel Fässler             | CVP    |          |

### Ordentliche Wahl 2015 (26. April 2015)
An der Landsgemeinde vom 26. April 2015 wurde CVP-Ständerat Ivo Bischofberger ohne Gegenstimme wiedergewählt.
Weil an der Landsgemeinde mit offenem Handmehr abgestimmt wird, können keine genauen Stimmenzahlen angegeben werden.
|  | Kandidat                   | Partei | Ergebnis |
|  | -------------------------- | ------ | -------- |
|  | Ivo Bischofberger (bisher) | CVP    | gewählt  |

## Kanton Basel-Landschaft(1 Sitz)

### Ordentliche Wahl (23. Oktober 2011)
Quelle: 
|  | Kandidat                      | Partei      | Stimmen | %      | Ergebnis |
|  | ----------------------------- | ----------- | ------- | ------ | -------- |
|  | Claude Janiak (bisher)        | SP          | 45'203  | 53,5 % | gewählt  |
|  | Caspar Baader                 | SVP         | 24'291  | 28,8 % |          |
|  | Elisabeth Schneider-Schneiter | CVP         | 9'633   | 11,4 % |          |
|  | Vereinzelte                   | Vereinzelte | 5'322   | 6,3 %  |          |

## Kanton Basel-Stadt(1 Sitz)

### Ordentliche Wahl (23. Oktober 2011)
Quelle:
|  | Kandidat            | Partei      | Stimmen | %      | Ergebnis |
|  | ------------------- | ----------- | ------- | ------ | -------- |
|  | Anita Fetz (bisher) | SP          | 33'758  | 62,6 % | gewählt  |
|  | Sebastian Frehner   | SVP         | 10'453  | 19,4 % |          |
|  | Daniel Stolz        | FDP         | 6'758   | 12,5 % |          |
|  | Bernhard Hofer      | VA          | 1'752   | 3,2 %  |          |
|  | Vereinzelte         | Vereinzelte | 473     | 0,9 %  |          |

## Kanton Bern

### Ordentliche Wahl, 1. Wahlgang (23. Oktober 2011)
Weil im 1. Wahlgang kein Kandidat das absolute Mehr von 162'113 Stimmen erreichte, musste ein 2. Wahlgang angesetzt werden.
|  | Kandidat                  | Partei | Stimmen | %      | Ergebnis |
|  | ------------------------- | ------ | ------- | ------ | -------- |
|  | Adrian Amstutz (bisher)   | SVP    | 143'350 | 39,9 % |          |
|  | Werner Luginbühl (bisher) | BDP    | 142'423 | 39,6 % |          |
|  | Hans Stöckli              | SP     | 128'633 | 35,8 % |          |
|  | Alec von Graffenried      | Grüne  | 106'081 | 29,5 % |          |
|  | Christian Wasserfallen    | FDP    | 65'181  | 18,1 % |          |
|  | Marianne Streiff-Feller   | EVP    | 22'725  | 6,7 %  |          |
|  | Andreas Brönnimann        | EDU    | 20'337  | 6,3 %  |          |
|  | Norbert Hochreutener      | CVP    | 9'832   | 2,7 %  |          |
|  | Josef Rothenfluh          | pf.ch  | 5'324   | 1,5 %  |          |
|  | Rolf Zbinden              | PdA    | 4'562   | 1,3 %  |          |

### Ordentliche Wahl, 2. Wahlgang (20. November 2011)
Weil im 1. Wahlgang kein Kandidat das absolute Mehr von 162'113 Stimmen erreicht hatte, wurden die beiden Ständeräte in einem 2. Wahlgang am 20. November bestimmt.
|  | Kandidat                  | Partei | Stimmen | %      | Ergebnis |
|  | ------------------------- | ------ | ------- | ------ | -------- |
|  | Werner Luginbühl (bisher) | BDP    | 216'685 | 65,1 % | gewählt  |
|  | Hans Stöckli              | SP     | 166'990 | 50,2 % | gewählt  |
|  | Adrian Amstutz (bisher)   | SVP    | 145'787 | 43,8 % |          |
|  | Josef Rothenfluh          | pf.ch  | 24'707  | 7,4 %  |          |

## Kanton Freiburg

### Ordentliche Wahl (23. Oktober 2011)
Quelle: 
|  | Kandidat               | Partei | Stimmen | %      | Ergebnis |
|  | ---------------------- | ------ | ------- | ------ | -------- |
|  | Alain Berset (bisher)  | SP     | 46'295  | 54,8 % | gewählt  |
|  | Urs Schwaller (bisher) | CVP    | 44'699  | 53,0 % | gewählt  |
|  | Jean-François Rime     | SVP    | 20'558  | 24,4 % |          |
|  | Ruedi Vonlanthen       | FDP    | 7'685   | 9,1 %  |          |

### Ersatzwahl Berset (11. März 2012)
Weil Ständerat Berset am 14. Dezember 2011 zum Bundesrat gewählt wurde, musste eine Ersatzwahl stattfinden.
|  | Kandidat          | Partei    | Stimmen | %      | Ergebnis |
|  | ----------------- | --------- | ------- | ------ | -------- |
|  | Christian Levrat  | SP        | 45'012  | 54,2 % | gewählt  |
|  | Jacques Bourgeois | FDP       | 32'685  | 39,3 % |          |
|  | Charles Pache     | PPS       | 3'271   | 3,9 %  |          |
|  | Francis Fasel     | parteilos | 2'089   | 2,5 %  |          |

## Kanton Genf

### Ordentliche Wahl (23. Oktober 2011)
Quelle: 
|  | Kandidat                        | Partei | Stimmen | %      | Ergebnis |
|  | ------------------------------- | ------ | ------- | ------ | -------- |
|  | Liliane Maury Pasquier (bisher) | SP     | 42'650  | 45,0 % | gewählt  |
|  | Robert Cramer (bisher)          | Grüne  | 41'600  | 43,9 % | gewählt  |
|  | Luc Barthassat                  | CVP    | 39'853  | 42,1 % |          |
|  | Christian Lüscher               | FDP    | 39'741  | 42,0 % |          |
|  | Mauro Poggia                    | MCR    | 15'705  | 16,6 % |          |
|  | Danièle Magnin                  | MCR    | 11'942  | 12,6 % |          |

## Kanton Glarus

### Ordentliche Wahl (23. Oktober 2011)
|  | Kandidat                 | Partei      | Stimmen | %      | Ergebnis |
|  | ------------------------ | ----------- | ------- | ------ | -------- |
|  | This Jenny (bisher)      | SVP         | 5'416   | 59,8 % | gewählt  |
|  | Pankraz Freitag (bisher) | FDP         | 5'359   | 59,1 % | gewählt  |
|  | Karl Stadler             | Grüne       | 2'983   | 32,9 % |          |
|  | Kurt Reifler             | parteilos   | 2'691   | 29,7 % |          |
|  | Vereinzelte              | Vereinzelte | 634     | 7,0 %  |          |

### Ersatzwahl Freitag (12. Januar 2014)
Am 5. Oktober 2013 verstarb Ständerat Pankraz Freitag. Für seine Nachfolge musste am 12. Januar 2014 eine Ersatzwahl stattfinden.
|  | Kandidat       | Partei      | Stimmen | %      | Ergebnis |
|  | -------------- | ----------- | ------- | ------ | -------- |
|  | Thomas Hefti   | FDP         | 5'571   | 70,5 % | gewählt  |
|  | Martin Landolt | BDP         | 2'149   | 27,2 % |          |
|  | Vereinzelte    | Vereinzelte | 183     | 2,3 %  |          |

### Ersatzwahl Jenny, 1. Wahlgang (18. Mai 2014)
Quelle für die Wahl:
Am 13. Februar 2014 trat Ständerat This Jenny aus gesundheitlichen Gründen zurück. Deshalb musste eine Ersatzwahl stattfinden. Da kein Kandidat das absolute Mehr von 5'715 Stimmen erreichte, musste ein zweiter Wahlgang angesetzt werden.
|  | Kandidat           | Partei      | Stimmen | %      | Ergebnis |
|  | ------------------ | ----------- | ------- | ------ | -------- |
|  | Werner Hösli       | SVP         | 3'597   | 31,5 % |          |
|  | Karl Stadler       | Grüne       | 1'813   | 15,9 % |          |
|  | Markus Landolt     | parteilos   | 1'531   | 13,4 % |          |
|  | Stefan Müller      | CVP         | 1'293   | 11,3 % |          |
|  | Franz Landolt      | GLP         | 1'182   | 10,3 % |          |
|  | Martin Leutenegger | FDP 2       | 1'005   | 8,8 %  |          |
|  | Hansjürg Rhyner    | FDP 2       | 633     | 5,5 %  |          |
|  | Vereinzelte        | Vereinzelte | 374     | 3,2 %  |          |

### Ersatzwahl Jenny, 2. Wahlgang (1. Juni 2014)
Quelle für die Wahl:
Weil im 1. Wahlgang kein Kandidat das absolute Mehr erreicht hatte, fand am 1. Juni ein 2. Wahlgang statt. Dabei galt das relative Mehr, dies bedeutet, gewählt war, wer am meisten Stimmen erreichte.
|  | Kandidat      | Partei      | Stimmen | %      | Ergebnis |
|  | ------------- | ----------- | ------- | ------ | -------- |
|  | Werner Hösli  | SVP         | 4'221   | 48,5 % | gewählt  |
|  | Karl Stadler  | Grüne       | 2'294   | 26,5 % |          |
|  | Stefan Müller | CVP         | 2'058   | 23,6 % |          |
|  | Vereinzelte   | Vereinzelte | 138     | 1,6 %  |          |

## Kanton Graubünden

### Ordentliche Wahl (23. Oktober 2011)
Quelle: 
|  | Kandidat      | Partei      | Stimmen | %      | Ergebnis |
|  | ------------- | ----------- | ------- | ------ | -------- |
|  | Stefan Engler | CVP         | 37'454  | 77,7 % | gewählt  |
|  | Martin Schmid | FDP         | 31'224  | 64,8 % | gewählt  |
|  | Vereinzelte   | Vereinzelte | 10'310  | 21,4 % |          |

## Kanton Jura

### Ordentliche Wahl (23. Oktober 2011)
Quelle für die Wahl: 
Im Kanton Jura wird der Ständerat nach Proporz (Verhältniswahlrecht) gewählt. Massgeblich ist also zuerst die Stimmenzahl der Partei und erst dann innerhalb der Partei die Stimmenzahl der einzelnen Kandidierenden.
|                       | Partei                              | Stimmen | %      | Kandidat                      | Stimmen | Ergebnis |
| --------------------- | ----------------------------------- | ------- | ------ | ----------------------------- | ------- | -------- |
|                       | Sozialdemokratische Partei          | 18'240  | 40,5 % | Claude Hêche (bisher)         | 10'427  | gewählt  |
| Rosalie Beuret Siesse | Sozialdemokratische Partei          | 18'240  | 40,5 % | 7'117                         |         |          |
|                       | Christlichdemokratische Volkspartei | 15'258  | 33,9 % | Anne Seydoux-Christe (bisher) | 8'757   | gewählt  |
| Anne Roy-Fridez       | Christlichdemokratische Volkspartei | 15'258  | 33,9 % | 5'418                         |         |          |
|                       | Schweizerische Volkspartei          | 6'232   | 13,8 % | Thomas Stettler               | 3'209   |          |
| Damien Lachat         | Schweizerische Volkspartei          | 6'232   | 13,8 % | 2'846                         |         |          |
|                       | FDP.Die Liberalen                   | 4'481   | 10,0 % | Gérard Brunner                | 2'471   |          |
| Fabio Pagani          | FDP.Die Liberalen                   | 4'481   | 10,0 % | 1'781                         |         |          |
|                       | Soutien des citoyens jurassiens     | 793     | 1,8 %  | Pierre Pheulpin               | 532     |          |

## Kanton Luzern

### Ordentliche Wahl, 1. Wahlgang (23. Oktober 2011)
Weil im 1. Wahlgang kein Kandidat das absolute Mehr von 63'214 Stimmen erreichte, musste ein 2. Wahlgang angesetzt werden.
|  | Kandidat               | Partei      | Stimmen | %      | Ergebnis |
|  | ---------------------- | ----------- | ------- | ------ | -------- |
|  | Konrad Graber (bisher) | CVP         | 59'896  | 47,4 % |          |
|  | Georges Theiler        | FDP         | 55'185  | 43,7 % |          |
|  | Fredy Zwimpfer         | SVP         | 35'239  | 27,9 % |          |
|  | Giorgio Pardini        | SP          | 27'564  | 21,8 % |          |
|  | Katharina Meile        | Grüne       | 26'340  | 20,8 % |          |
|  | Vereinzelte            | Vereinzelte | 3'514   | 2,8 %  |          |

### Ordentliche Wahl, 2. Wahlgang (27. Oktober 2011)
Weil im 1. Wahlgang kein Kandidat das absolute Mehr erreicht hatte, musste ein 2. Wahlgang angesetzt werden. Weil sich für diesen 2. Wahlgang aber nur Konrad Graber und Georges Theiler anmeldeten, wurde diese beiden Kandidaten am 27. Oktober als in stiller Wahl gewählt erklärt.
|  | Kandidat               | Partei | Stimmen     | Ergebnis |
|  | ---------------------- | ------ | ----------- | -------- |
|  | Konrad Graber (bisher) | CVP    | stille Wahl | gewählt  |
|  | Georges Theiler        | FDP    | stille Wahl | gewählt  |

## Kanton Neuenburg

### Ordentliche Wahl (23. Oktober 2011)
Quelle für die Wahl: 
Im Kanton Neuenburg wird der Ständerat nach Proporz (Verhältniswahlrecht) gewählt. Massgeblich ist also zuerst die Stimmenzahl der Partei und erst dann innerhalb der Partei die Stimmenzahl der einzelnen Kandidierenden.
|                 | Partei                              | Stimmen | %      | Kandidat                 | Stimmen | Ergebnis |
| --------------- | ----------------------------------- | ------- | ------ | ------------------------ | ------- | -------- |
|                 | Sozialdemokratische Partei          | 28'544  | 29,1 % | Didier Berberat (bisher) | 17'648  | gewählt  |
| Florence Nater  | Sozialdemokratische Partei          | 28'544  | 29,1 % | 10'531                   |         |          |
|                 | FDP.Die Liberalen                   | 23'913  | 24,3 % | Raphaël Comte (bisher)   | 13'004  | gewählt  |
| Pierre Castella | FDP.Die Liberalen                   | 23'913  | 24,3 % | 10'333                   |         |          |
|                 | Schweizerische Volkspartei          | 18'693  | 19,0 % | Blaise Courvoisier       | 9'475   |          |
| Walter Willener | Schweizerische Volkspartei          | 18'693  | 19,0 % | 8'914                    |         |          |
|                 | Partei der Arbeit/solidaritéS       | 12'382  | 12,6 % | Denis de la Reussille    | 8'598   |          |
| Pascal Hell     | Partei der Arbeit/solidaritéS       | 12'382  | 12,6 % | 3'567                    |         |          |
|                 | Grüne                               | 10'002  | 10,0 % | Francine John-Calame     | 5'378   |          |
| Fabien Fivaz    | Grüne                               | 10'002  | 10,0 % | 4'527                    |         |          |
|                 | Christlichdemokratische Volkspartei | 2'797   | 2,8 %  | Vincent Martinez         | 1'933   |          |
|                 | Bürgerlich-Demokratische Partei     | 1'905   | 1,9 %  | Pierre-Alain Storrer     | 1'357   |          |

Listenverbindungen bestanden zwischen SP, Grünen und PdA/solidaritéS sowie zwischen FDP, CVP und BDP.

## Kanton Nidwalden(1 Sitz)

### Ordentliche Wahl (13. September 2011)
Für die Ständeratswahlen vom 23. Oktober 2011 meldete sich im Kanton Nidwalden nur der Amtsinhaber Paul Niederberger an. Niederberger wurde daraufhin am 13. September 2011 vom Regierungsrat als in stiller Wahl zum Ständerat gewählt erklärt.
|  | Kandidat                   | Partei | Stimmen     | Ergebnis |
|  | -------------------------- | ------ | ----------- | -------- |
|  | Paul Niederberger (bisher) | CVP    | stille Wahl | gewählt  |

## Kanton Obwalden(1 Sitz)

### Ordentliche Wahl (23. Oktober 2011)
Quelle: 
|  | Kandidat           | Partei | Stimmen | %      | Ergebnis |
|  | ------------------ | ------ | ------- | ------ | -------- |
|  | Hans Hess (bisher) | FDP    | 12'739  | 85,4 % | gewählt  |
|  | Bashkim Rexhepi    | JUSO   | 2'170   | 14,6 % |          |

## Kanton Schaffhausen

### Ordentliche Wahl, 1. Wahlgang (23. Oktober 2011)
Weil im 1. Wahlgang nur der bisherige Ständerat Hannes Germann das absolute Mehr von 12'927 erreichte, musste ein 2. Wahlgang angesetzt werden.
|  | Kandidat                | Partei      | Stimmen | %      | Ergebnis |
|  | ----------------------- | ----------- | ------- | ------ | -------- |
|  | Hannes Germann (bisher) | SVP         | 15'557  | 49,5 % | gewählt  |
|  | Thomas Minder           | parteilos   | 11'879  | 37,8 % |          |
|  | Christian Heydecker     | FDP         | 8'179   | 26,0 % |          |
|  | Matthias Freivogel      | SP          | 7'143   | 22,7 % |          |
|  | Herbert Bühl            | ÖBS         | 6'738   | 21,4 % |          |
|  | Vereinzelte             | Vereinzelte | 2'193   | 7,0 %  |          |

### Ordentliche Wahl, 2. Wahlgang (13. November 2011)
Weil im 1. Wahlgang nur der bisherige Ständerat Hannes Germann das absolute Mehr erreicht hatte, fand am 13. November ein 2. Wahlgang statt. Dabei galt das relative Mehr, dies bedeutet, gewählt war jener Kandidat, der am meisten Stimmen erreichte.
|  | Kandidat            | Partei      | Stimmen | %      | Ergebnis |
|  | ------------------- | ----------- | ------- | ------ | -------- |
|  | Thomas Minder       | parteilos   | 11'853  | 42,4 % | gewählt  |
|  | Matthias Freivogel  | SP          | 8'336   | 29,8 % |          |
|  | Christian Heydecker | FDP         | 7'586   | 27,2 % |          |
|  | Vereinzelte         | Vereinzelte | 153     | 0,5 %  |          |

## Kanton Schwyz

### Ordentliche Wahl, 1. Wahlgang (23. Oktober 2011)
Weil im 1. Wahlgang nur der bisherige Ständerat Alex Kuprecht das absolute Mehr von 17'961 erreichte, musste ein 2. Wahlgang angesetzt werden.
|  | Kandidat               | Partei      | Stimmen | %      | Ergebnis |
|  | ---------------------- | ----------- | ------- | ------ | -------- |
|  | Alex Kuprecht (bisher) | SVP         | 23'249  | 52,3 % | gewählt  |
|  | Bruno Frick (bisher)   | CVP         | 17'069  | 38,3 % |          |
|  | Vincenzo Pedrazzini    | FDP         | 13'216  | 29,6 % |          |
|  | Toni Reichmuth         | GPS         | 7'790   | 17,5 % |          |
|  | Birgitta Michel Thenen | GPS         | 7'317   | 16,4 % |          |
|  | Martha Leuthard        | parteilos   | 1'580   | 3,5 %  |          |
|  | Reto Wehrli 3          | CVP         | 424     | 1,0 %  |          |
|  | Peter Föhn 3           | SVP         | 242     | 0,5 %  |          |
|  | Roger Federer 3        | parteilos   | 132     | 0,3 %  |          |
|  | Vereinzelte            | Vereinzelte | 779     | 1,7 %  |          |

### Ordentliche Wahl, 2. Wahlgang (27. November 2011)
Weil im 1. Wahlgang nur Alex Kuprecht das absolute Mehr erreicht hatte, fand am 27. November ein 2. Wahlgang statt. Dabei galt das relative Mehr, dies bedeutet, gewählt war, wer am meisten Stimmen erreichte. Für diesen Wahlgang stellte die SVP Kanton Schwyz als zusätzlichen Kandidaten den abtretenden Nationalrat Peter Föhn auf.
|  | Kandidat             | Partei      | Stimmen | %      | Ergebnis |
|  | -------------------- | ----------- | ------- | ------ | -------- |
|  | Peter Föhn           | SVP         | 15'899  | 37,4 % | gewählt  |
|  | Bruno Frick (bisher) | CVP         | 14'833  | 34,9 % |          |
|  | Vincenzo Pedrazzini  | FDP         | 10'478  | 24,7 % |          |
|  | Martha Leuthard      | parteilos   | 1'084   | 2,6 %  |          |
|  | Vereinzelte          | Vereinzelte | 207     | 0,5 %  |          |

## Kanton Solothurn

### Ordentliche Wahl, 1. Wahlgang (23. Oktober 2011)
Weil im 1. Wahlgang nur der bisherige Ständerat Roberto Zanetti das absolute Mehr von 44'193 Stimmen erreichte, musste ein 2. Wahlgang angesetzt werden.
|  | Kandidat                 | Partei | Stimmen | %      | Ergebnis |
|  | ------------------------ | ------ | ------- | ------ | -------- |
|  | Roberto Zanetti (bisher) | SP     | 44'808  | 50,3 % | gewählt  |
|  | Pirmin Bischof           | CVP    | 41'533  | 47,0 % |          |
|  | Kurt Fluri               | FDP    | 29'401  | 33,3 % |          |
|  | Walter Wobmann           | SVP    | 25'360  | 28,7 % |          |
|  | Barbara Banga-Schaad     | Tier   | 5'764   | 6,5 %  |          |

### Ordentliche Wahl, 2. Wahlgang (4. Dezember 2011)
Weil im 1. Wahlgang nur der bisherige Ständerat Roberto Zanetti das absolute Mehr erreicht hatte, fand am 4. Dezember ein 2. Wahlgang statt. Dabei galt das relative Mehr, dies bedeutet, gewählt war jener Kandidat, der am meisten Stimmen erreichte.
|  | Kandidat         | Partei    | Stimmen | %      | Ergebnis |
|  | ---------------- | --------- | ------- | ------ | -------- |
|  | Pirmin Bischof   | CVP       | 31'829  | 51,2 % | gewählt  |
|  | Kurt Fluri       | FDP       | 23'440  | 37,7 % |          |
|  | Peter Brudermann | parteilos | 6'844   | 11,0 % |          |

## Kanton St. Gallen

### Ordentliche Wahl, 1. Wahlgang (23. Oktober 2011)
Weil im 1. Wahlgang nur Karin Keller-Sutter das absolute Mehr von 78'357 Stimmen erreichte, musste ein 2. Wahlgang angesetzt werden.
|  | Kandidat             | Partei      | Stimmen | %      | Ergebnis |
|  | -------------------- | ----------- | ------- | ------ | -------- |
|  | Karin Keller-Sutter  | FDP         | 101'181 | 64,6 % | gewählt  |
|  | Toni Brunner         | SVP         | 56'347  | 36,0 % |          |
|  | Eugen David (bisher) | CVP         | 47'774  | 30,5 % |          |
|  | Paul Rechsteiner     | SP          | 44'348  | 28,3 % |          |
|  | Yvonne Gilli         | GPS         | 24'183  | 15,4 % |          |
|  | Jürg Gehrig          | BDP         | 5'311   | 3,4 %  |          |
|  | Vereinzelte          | Vereinzelte | 2'451   | 1,6 %  |          |

### Ordentliche Wahl, 2. Wahlgang (27. November 2011)
Weil im 1. Wahlgang nur Karin Keller-Sutter das absolute Mehr erreicht hatte, fand am 27. November ein 2. Wahlgang statt. Dabei galt das relative Mehr, dies bedeutet, gewählt war jener Kandidat, der am meisten Stimmen erreichte. CVP-Ständerat Eugen David hatte nach seinem mässigen Ergebnis im 1. Wahlgang darauf verzichtet, noch einmal anzutreten; die CVP nominierte an seiner Stelle Michael Hüppi.
|  | Kandidat         | Partei      | Stimmen | %      | Ergebnis |
|  | ---------------- | ----------- | ------- | ------ | -------- |
|  | Paul Rechsteiner | SP          | 54'616  | 37,8 % | gewählt  |
|  | Toni Brunner     | SVP         | 53'308  | 36,9 % |          |
|  | Michael Hüppi    | CVP         | 36'282  | 25,1 % |          |
|  | Vereinzelte      | Vereinzelte | 323     | 0,2 %  |          |

## Kanton Tessin

### Ordentliche Wahl, 1. Wahlgang (23. Oktober 2011)
Weil im 1. Wahlgang kein Kandidat das absolute Mehr erreichte, musste ein 2. Wahlgang angesetzt werden.
|  | Kandidat                  | Partei     | Stimmen | %      | Ergebnis |
|  | ------------------------- | ---------- | ------- | ------ | -------- |
|  | Filippo Lombardi (bisher) | CVP        | 45'260  | 40,5 % |          |
|  | Fabio Abate               | FDP        | 38'438  | 35,0 % |          |
|  | Franco Cavalli            | SP         | 35'735  | 32,0 % |          |
|  | Sergio Morisoli           | Lega/SVP   | 34'235  | 30,7 % |          |
|  | Germano Mattei            | MontViva 4 | 9'048   | 8,1 %  |          |
|  | Domenico Zucchetti        | parteilos  | 2'496   | 2,2 %  |          |

### Ordentliche Wahl, 2. Wahlgang (20. November 2011)
Weil im 1. Wahlgang kein Kandidat das absolute Mehr erreicht hatte, fand am 20. November ein 2. Wahlgang statt. Dabei galt das relative Mehr, dies bedeutet, gewählt waren jene zwei Kandidaten, die am meisten Stimmen erreichten.
|  | Kandidat                  | Partei     | Stimmen | %      | Ergebnis |
|  | ------------------------- | ---------- | ------- | ------ | -------- |
|  | Filippo Lombardi (bisher) | CVP        | 48'618  | 46,9 % | gewählt  |
|  | Fabio Abate               | FDP        | 36'262  | 35,0 % | gewählt  |
|  | Franco Cavalli            | SP         | 35'499  | 34,3 % |          |
|  | Sergio Morisoli           | Lega/SVP   | 31'630  | 30,5 % |          |
|  | Germano Mattei            | MontViva 5 | 10'277  | 9,9 %  |          |

## Kanton Thurgau

### Ordentliche Wahl, 1. Wahlgang (23. Oktober 2011)
Weil im 1. Wahlgang nur Roland Eberle das absolute Mehr von 33'358 Stimmen erreichte, musste ein 2. Wahlgang angesetzt werden.
|  | Kandidat                | Partei      | Stimmen | %      | Ergebnis |
|  | ----------------------- | ----------- | ------- | ------ | -------- |
|  | Roland Eberle           | SVP         | 40'688  | 55,8 % | gewählt  |
|  | Brigitte Häberli-Koller | CVP         | 26'761  | 36,7 % |          |
|  | Max Vögeli              | FDP         | 21'941  | 30,1 % |          |
|  | Edith Graf-Litscher     | SP          | 18'437  | 25,3 % |          |
|  | Sylvia Schwyter-Mäder   | Grüne       | 13'917  | 19,1 % |          |
|  | Daniel Wittwer          | EDU         | 8'617   | 11,8 % |          |
|  | Vereinzelte             | Vereinzelte | 3'069   | 4,2 %  |          |

### Ordentliche Wahl, 2. Wahlgang (13. November 2011)
Weil im 1. Wahlgang nur Roland Eberle das absolute Mehr erreicht hatte, fand am 13. November ein 2. Wahlgang statt. Dabei galt das relative Mehr, dies bedeutet, gewählt war jener Kandidat, der am meisten Stimmen erreichte.
|  | Kandidat                | Partei      | Stimmen | %      | Ergebnis |
|  | ----------------------- | ----------- | ------- | ------ | -------- |
|  | Brigitte Häberli-Koller | CVP         | 26'777  | 57,0 % | gewählt  |
|  | Max Vögeli              | FDP         | 18'348  | 39,1 % |          |
|  | Daniel Wittwer          | EDU         | 437     | 0,9 %  |          |
|  | Vereinzelte             | Vereinzelte | 1'393   | 3,0 %  |          |

## Kanton Uri

### Ordentliche Wahl, 1. Wahlgang (23. Oktober 2011)
Weil im 1. Wahlgang nur Isidor Baumann das absolute Mehr von 6'118 Stimmen erreichte, musste ein 2. Wahlgang angesetzt werden.
|  | Kandidat                | Partei      | Stimmen | %      | Ergebnis |
|  | ----------------------- | ----------- | ------- | ------ | -------- |
|  | Isidor Baumann          | CVP         | 7'120   | 58,2 % | gewählt  |
|  | Markus Stadler (bisher) | glp         | 5'122   | 41,9 % |          |
|  | Gusti Planzer           | SVP         | 4'824   | 39,4 % |          |
|  | Felix Muheim            | SP          | 2'568   | 21,0 % |          |
|  | Vereinzelte             | Vereinzelte | 1'094   | 8,9 %  |          |

### Ordentliche Wahl, 2. Wahlgang (27. November 2011)
Weil im 1. Wahlgang nur Isidor Baumann das absolute Mehr erreicht hatte, fand am 27. November ein 2. Wahlgang statt. Dabei galt das relative Mehr, dies bedeutet, gewählt war jener Kandidat, der am meisten Stimmen erreichte.
|  | Kandidat                | Partei      | Stimmen | %      | Ergebnis |
|  | ----------------------- | ----------- | ------- | ------ | -------- |
|  | Markus Stadler (bisher) | glp         | 6'945   | 57,1 % | gewählt  |
|  | Gusti Planzer           | SVP         | 5'049   | 41,5 % |          |
|  | Vereinzelte             | Vereinzelte | 171     | 1,4 %  |          |

## Kanton Waadt

### Ordentliche Wahl, 1. Wahlgang (23. Oktober 2011)
Weil im 1. Wahlgang kein Kandidat das absolute Mehr erreichte, musste ein 2. Wahlgang angesetzt werden.
|  | Kandidat                  | Partei      | Stimmen | %      | Ergebnis |
|  | ------------------------- | ----------- | ------- | ------ | -------- |
|  | Géraldine Savary (bisher) | SP          | 73'830  | 44,5 % |          |
|  | Luc Recordon (bisher)     | Grüne       | 70'147  | 42,3 % |          |
|  | Guy Parmelin              | SVP         | 46'063  | 27,8 % |          |
|  | Isabelle Moret            | FDP         | 37'808  | 22,8 % |          |
|  | Fathi Derder              | FDP         | 22'071  | 13,3 % |          |
|  | Isabelle Chevalley        | glp         | 16'607  | 10,0 % |          |
|  | Claude Béglé              | CVP         | 14'056  | 8,5 %  |          |
|  | Julien Sansonnens         | PdA         | 3'535   | 2,1 %  |          |
|  | Maximilien Bernard        | EDU         | 3'484   | 2,1 %  |          |
|  | Sarah Frund               | PdA         | 2'861   | 1,7 %  |          |
|  | André Corboz              | MCR         | 1'891   | 1,1 %  |          |
|  | Roland Villard            | MCR         | 1'682   | 1,0 %  |          |
|  | Pierre Conscience         | Sol         | 1'301   | 0,8 %  |          |
|  | Vereinzelte               | Vereinzelte | 1'069   | 0,6 %  |          |

### Ordentliche Wahl, 2. Wahlgang (13. November 2011)
Weil im 1. Wahlgang kein Kandidat das absolute Mehr erreicht hatte, fand am 13. November ein 2. Wahlgang statt. Dabei galt das relative Mehr, dies bedeutet, gewählt waren jene zwei Kandidaten, die am meisten Stimmen erreichten.
|  | Kandidat                  | Partei      | Stimmen | %      | Ergebnis |
|  | ------------------------- | ----------- | ------- | ------ | -------- |
|  | Géraldine Savary (bisher) | SP          | 78'263  | 55,6 % | gewählt  |
|  | Luc Recordon (bisher)     | Grüne       | 71'686  | 50,9 % | gewählt  |
|  | Isabelle Moret            | FDP         | 62'369  | 44,3 % |          |
|  | Guy Parmelin              | SVP         | 58'687  | 41,7 % |          |
|  | Vereinzelte               | Vereinzelte | 119     | 0,1 %  |          |

## Kanton Wallis

### Ordentliche Wahl (23. Oktober 2011)
Weil im 1. Wahlgang kein Kandidat das absolute Mehr erreichte, musste ein 2. Wahlgang angesetzt werden.
|  | Kandidat                    | Partei | Stimmen | %      | Ergebnis |
|  | --------------------------- | ------ | ------- | ------ | -------- |
|  | Jean-René Fournier (bisher) | CVP    | 47'190  | 39,2 % |          |
|  | René Imoberdorf (bisher)    | CVP    | 39'834  | 33,1 % |          |
|  | Oskar Freysinger            | SVP    | 31'664  | 26,3 % |          |
|  | Jean-René Germanier         | FDP    | 26'601  | 22,1 % |          |
|  | Stéphane Rossini            | SP     | 23'948  | 19,9 % |          |
|  | Franz Ruppen                | SVP    | 23'686  | 19,7 % |          |
|  | Beat Jost                   | SP     | 12'611  | 10,5 % |          |
|  | Marylène Volpi Fournier     | Grüne  | 6'708   | 5,6 %  |          |
|  | Brigitte Wolf               | Grüne  | 4'351   | 3,6 %  |          |
|  | Olivier Cottagnoud          | AL     | 1'619   | 1,3 %  |          |
|  | Jacqueline Bovier           | BDP    | 1'145   | 1,0 %  |          |

### Ordentliche Wahl, 2. Wahlgang (26. Oktober 2011)
Weil im 1. Wahlgang kein Kandidat das absolute Mehr erreicht hatte, musste ein 2. Wahlgang angesetzt werden. Weil sich für diesen 2. Wahlgang aber nur die beiden bisherigen Ständeräte Jean-René Fournier und René Imoberdorf anmeldeten, wurden diese als in stiller Wahl gewählt erklärt.
|  | Kandidat                    | Partei | Stimmen     | Ergebnis |
|  | --------------------------- | ------ | ----------- | -------- |
|  | René Imoberdorf (bisher)    | CVP    | stille Wahl | gewählt  |
|  | Jean-René Fournier (bisher) | CVP    | stille Wahl | gewählt  |

## Kanton Zug

### Ordentliche Wahl (23. Oktober 2011)
Quelle: 
|  | Kandidat             | Partei    | Stimmen | %      | Ergebnis |
|  | -------------------- | --------- | ------- | ------ | -------- |
|  | Joachim Eder         | FDP       | 22'571  | 58,4 % | gewählt  |
|  | Peter Bieri (bisher) | CVP       | 21'076  | 54,6 % | gewählt  |
|  | Philipp C. Brunner   | SVP       | 10'612  | 27,5 % |          |
|  | Eusebius Spescha     | SP        | 5'998   | 15,5 % |          |
|  | Stefan Gisler        | Alternat. | 5'387   | 13,9 % |          |

## Kanton Zürich

### Ordentliche Wahl, 1. Wahlgang (23. Oktober 2011)
Weil im 1. Wahlgang kein Kandidat das absolute Mehr erreichte, musste ein 2. Wahlgang angesetzt werden.
|  | Kandidat                  | Partei      | Stimmen | %      | Ergebnis |
|  | ------------------------- | ----------- | ------- | ------ | -------- |
|  | Verena Diener (bisher)    | glp         | 157'945 | 39,7 % |          |
|  | Felix Gutzwiller (bisher) | FDP         | 153'548 | 38,6 % |          |
|  | Christoph Blocher         | SVP         | 131'041 | 32,9 % |          |
|  | Thomas Hardegger          | SP          | 72'727  | 18,3 % |          |
|  | Balthasar Glättli         | Grüne       | 68'036  | 17,1 % |          |
|  | Urs Hany                  | CVP         | 20'169  | 5,1 %  |          |
|  | Maja Ingold               | EVP         | 16'945  | 4,3 %  |          |
|  | Hans-Jacob Heitz          | pf.ch       | 9'568   | 2,4 %  |          |
|  | Jakub Walczak             | PSS         | 442     | 0,1 %  |          |
|  | Vereinzelte               | Vereinzelte | 62'225  | 15,6 % |          |

### Ordentliche Wahl, 2. Wahlgang (27. November 2011)
Weil im 1. Wahlgang kein Kandidat das absolute Mehr erreicht hatte, fand am 27. November ein 2. Wahlgang statt. Dabei galt das relative Mehr, dies bedeutet, gewählt waren jene zwei Kandidaten, die am meisten Stimmen erreichten.
|  | Kandidat                  | Partei      | Stimmen | %      | Ergebnis |
|  | ------------------------- | ----------- | ------- | ------ | -------- |
|  | Felix Gutzwiller (bisher) | FDP         | 239'054 | 67,6 % | gewählt  |
|  | Verena Diener (bisher)    | glp         | 214'436 | 60,6 % | gewählt  |
|  | Christoph Blocher         | SVP         | 123'939 | 35,0 % |          |
|  | Toni Stadelmann           | parteilos   | 1'064   | 0,3 %  |          |
|  | Thomas Märki              | Tier        | 954     | 0,3 %  |          |
|  | Jakub Walczak             | PSS         | 756     | 0,2 %  |          |
|  | Vereinzelte               | Vereinzelte | 14'175  | 4,0 %  |          |